# Pterolophia paraforticornis
Pterolophia paraforticornis là một loài bọ cánh cứng trong họ Cerambycidae.